# Maserati Sebring
La Sebring è un modello di autovettura  costruita dalla casa automobilistica Maserati dal 1962 al 1969.

## Il contesto
La meccanica derivava da quella della 3500 GT (nella versione con iniezione), così come il telaio. Diverso era il design della carrozzeria (di Vignale anziché di Touring). Il nome ufficiale era 3500 GTiS, ovvero 3500 GT iniezione Sebring, per celebrare la vittoria alla 12 Ore di Sebring del 1957.
La prima serie (sigla interna Tipo 101.01, prodotta in 348 esemplari dal 1962 al 1965), venne presentata al salone dell'automobile di Ginevra del 1962. Il propulsore installato era da 3.485 cm³ (alesaggio 86 mm, corsa 100 mm), con un rapporto di compressione di 8,5:1 che erogava 235 CV a 5.500 giri al minuto. Prove su strada dell'epoca verificarono una velocità massima di circa 220 km/h (contro i 235 dichiarati dalla casa) e un'accelerazione da 0 a 100 km/h in circa 8,5 secondi. 

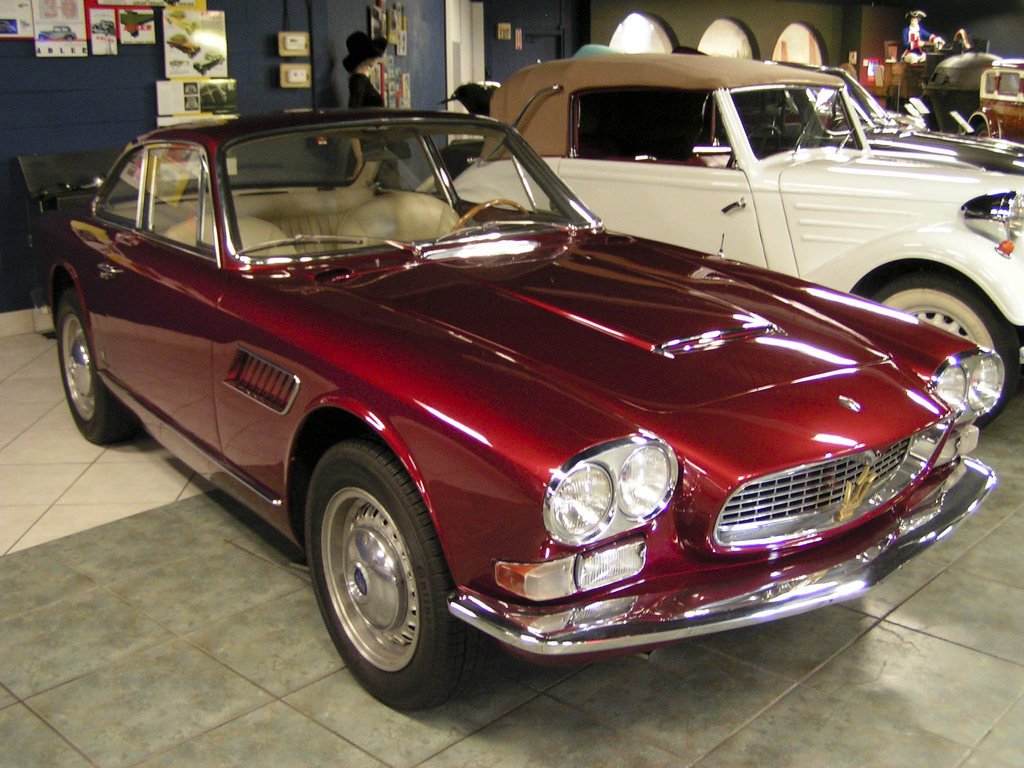
Sebring seconda serie

Erano disponibili vari rapporti al ponte.
Di serie aveva un cambio manuale a cinque marce; in opzione si poteva avere il cambio automatico (questo per andare incontro ai gusti della clientela americana e inglese): la Sebring fu una delle prime auto italiane a poterlo montare.
Nel 1965 fu resa disponibile anche una versione di 3694 cm³ (ottenuta allungando la corsa del "3500"). In quello stesso anno fu presentata la seconda serie (siglata Tipo 101.10, 243 esemplari dal 1965 al 1969), con poche modifiche, le principali delle quali erano le nuove luci di posizione anteriori, i nuovi fanalini posteriori, i diversi sfoghi d'aria dietro i passaruota anteriori e gli pneumatici più larghi (da 185x15" a 205x15").
Nel 1966 venne presentata la 4000 GTiS, con un 6 cilindri da 4 litri e 255 CV. Questo modello fu prodotto fino alla fine degli anni '60, quando la Casa del Tridente fu costretta a razionalizzare la gamma, cancellando i modelli più vecchi dalla produzione.